# パルタロス
パルタロス(ギリシャ語: παρτάλος, ラテン文字転写: Partalos)は、ギリシャのマケドニア地域の民俗舞踊である。男性によってのみ踊られ、西マケドニアやテッサロニキ県のピライア地域で広く踊られている。踊り手の男性達は両腕を広げて手を握るか、肩を組み、跳躍やスクワットを含む6つのステップから成る。
この踊りの名前は、「ぼろ」を意味するパルタリア(ギリシャ語: παρταλια, ラテン文字転写: Partalia)という言葉に由来している。ピライアのある美しい女性がパルタリアを身に付けていることが知られていて、男たちはこの踊りをその美しい女性に捧げた。

## 関連リンク
- Ελληνικοί παραδοσιακοί χοροί: Παρτάλος